# Карбид циркония
Карби́д цирко́ния – химическое соединение металла циркония и углерода с формулой ZrC. Представляет собой фазу внедрения с широкой областью гомогенности, которая составляет от 38,4 до 50 ат. % углерода, что отвечает формуле ZrC0,62 и ZrC1,0 соответственно.

## Физические свойства
Карбид циркония представляет собой порошок серого цвета. Имеет кубическую гранецентрированную решетку типа NaCl, пространственная группа Fm3m, с периодом а = 0,4693 нм.
- Удельное электрическое сопротивление 50 мкОм∙см
- Коэффициент линейного теплового расширения 7,01∙10-6 1/K (25-1000 °C)
- Микротвёрдость 28,44  ГПа
- Модуль упругости 412 ГПа[2]

## Получение
Карбид циркония можно получить одним из следующих способов.
- Непосредственным насыщением циркония углеродом:

Процесс ведут в вакууме, а исходные компоненты берут в виде порошков;
- Восстановлением оксида циркония углеродом с последующим образованием карбида:

Процесс идет через образование низших окислов циркония и последующего образования карбида циркония по реакции:
{\displaystyle {\mathsf {ZrO+2C\rightarrow ZrC+CO}}}
Этот метод применяется для получения технически чистого карбида циркония в промышленных масштабах. Обычно процесс проводят при температуре около 2000 °C;
- Осаждением из газовой фазы:

В основе метода лежит реакция:
{\displaystyle {\mathsf {ZrCl_{4}+CH_{4}+H_{2}\rightleftarrows \ ZrC+4HCl+H_{2}}}}
Осаждение происходит на поверхности вольфрамовой нити, разогретой до температуры 1700—2400 °C. Проведение процесса при высокой температуре (около 2400 °C) позволяет получить монокристаллический осадок. Метан может быть заменен толуолом, бензолом или ацетиленом.

## Химические свойства
Карбид циркония является химически стойким соединением при комнатной температуре по отношению к серной, соляной, фосфорной, хлорной, щавелевой кислотам и смесям серной и фосфорной, серной и щавелевой кислот. Не растворяется в 10% и 20% растворах гидроксида натрия. Растворяется в кипящих серной, азотной, хлорной кислотах. Сильно растворяется в царской водке, смесях серной и азотной, азотной и плавиковой кислот.
Начиная с 700 °C, карбид циркония взаимодействует с кислородом с образованием ZrO2. При высоких температурах, в присутствии азота, образуются карбонитриды циркония.

## Применение
Высокая температура плавления и малое поперечное сечение захвата нейтронов карбида циркония позволяет применять его как защитное покрытие на графитовых матрицах в твэлах, содержащих карбиды урана и тория. Покрытие из карбида циркония, нанесенное CVD-процессом на диоксид урана, используется как диффузионный барьер от продуктов реакции полураспада ядерного топлива. Композит ZrC-UC используют в термоэлектрогенераторах. Также карбид циркония применяется как абразивный материал для полировки металлов.